# Europium-148
Europium-148 of 148Eu is een onstabiele radioactieve isotoop van europium, een lanthanide. De isotoop komt van nature niet op Aarde voor.
Europium-148 ontstaat onder meer bij het radioactief verval van terbium-152.
{\displaystyle {\ce {{^{152}_{65}Tb}->{^{148}_{63}Eu}+\,_{2}^{4}\alpha }}}

## Radioactief verval
Europium-148 bezit een halveringstijd van 54,5 dagen. Het vervalt vrijwel volledig naar de langlevende radio-isotoop samarium-148:
{\displaystyle {\ce {{^{148}_{63}Eu}->{^{148}_{62}Sm}+{e^{+}}+{\nu }_{e}}}}
De vervalenergie hiervan bedraagt 2,0175 MeV. 
Een verwaarloosbare hoeveelheid (9,4 × 10−7%) vervalt tot de radio-isotoop promethium-144:
{\displaystyle {\ce {{^{148}_{63}Eu}->{^{144}_{61}Pm}+\,_{2}^{4}\alpha }}}
De vervalenergie bedraagt 2,6937 MeV.
130Eu · 131Eu · 132Eu · 133Eu · 134Eu · 135Eu · 136Eu · 136mEu · 137Eu · 138Eu · 139Eu · 140Eu · 140mEu · 141Eu · 141mEu · 142Eu · 142mEu · 143Eu · 143mEu · 144Eu · 144mEu · 145Eu · 145mEu · 146Eu · 146mEu · 147Eu · 148Eu · 149Eu · 150Eu · 150mEu · 151Eu · 151mEu · 152Eu · 152m1Eu · 152m2Eu · 152m3Eu · 152m4Eu · 152m5Eu · 153Eu · 154Eu · 154m1Eu · 154m2Eu · 155Eu · 156Eu · 157Eu · 158Eu · 159Eu · 160Eu · 161Eu · 162Eu · 163Eu · 164Eu · 165Eu · 166Eu · 167Eu · 168Eu